# Гусевка (Салаватський район)
Гу́севка (рос. Гусевка, башк. Гусевка) — село у складі Салаватського району Башкортостану, Росія. Входить до складу Малоязівської сільської ради.
Населення — 199 осіб (2010; 232 в 2002).
Національний склад:
- росіяни — 96 %